# Кастельянос-де-Кастро
Кастельянос-де-Кастро (ісп. Castellanos de Castro) — муніципалітет в Іспанії, у складі автономної спільноти Кастилія-і-Леон, у провінції Бургос. Населення — 52 особи (2010).
Муніципалітет розташований на відстані близько 210 км на північ від Мадрида, 28 км на захід від Бургоса.

## Демографія
Динаміка населення (INE ):